# Notarztinformationssystem
Notarztinformationssysteme (NIS) sind spezielle Computersysteme zur Dokumentation in der präklinischen Notfallmedizin beziehungsweise im Rettungsdienst.
Die Dokumentation umfasst dabei den Minimalen Notarztdatensatz (MIND) und das DIVI-Rettungsdienstprotokoll. Sie verfügen teilweise über eine Anbindung an die Medizingeräte im Rettungswagen (Vitaldatenmonitor, Defibrillator), so dass eine kontinuierliche Aufzeichnung der lebenswichtigen Funktionen möglich ist.
In dem Projekt Stroke Angel wurden mit Hilfe eines NIS die Notfalldaten von Schlaganfallpatienten vorab in die Klinik übertragen und so der Behandlungsprozess relevant verkürzt.